# Daredevil: Born Again
Daredevil: Born Again és una sèrie de televisió creada per Dario Scardapane i Matt Corman i Chris Ord per al servei de streaming Disney+, basada en el personatge Daredevil de Marvel Comics. És la segona sèrie centrada en el personatge després de Daredevil (2015-2018) de l'anterior productora de Marvel Television i Netflix. Scardapane és showrunner amb Justin Benson i Aaron Moorhead com a directors principals.
Charlie Cox torna a fer el paper de Matt Murdock / Daredevil de la sèrie de Netflix i de produccions anteriors de Marvel Studios, amb Vincent D'Onofrio, Margarita Levieva, Deborah Ann Woll, Elden Henson, Zabryna Guevara, Nikki M. James, Genneya Walton, Arty Froushan, Clark Johnson, Michael Gandolfini, Ayelet Zurer, Jon Bernthal, Wilson Bethel i Jeremy Earl com a part del repartiment. El desenvolupament de la sèrie va començar el març de 2022. Corman i Ord van ser contractats com a guionistes principals al maig i van donar a la sèrie una estructura episòdica i un to més lleuger que la sèrie de Netflix. Born Again es va anunciar al juliol amb una primera temporada prevista de 18 episodis. El nom de la sèrie fa referència a la història del còmic "Born Again" de Frank Miller i David Mazzucchelli. El rodatge va començar a principis de març de 2023 a Nova York, però es va suspendre al juny a causa de la vaga del Writers Guild of America de 2023. Marvel Studios va decidir revisar la sèrie a finals de setembre i va acomiadar Corman, Ord i els directors inicials, tot i que Michael Cuesta, Jeffrey Nachmanoff i David Boyd encara tenien el crèdit dels episodis que havien dirigit. Scardapane, Benson i Moorhead van ser contractats el mes següent i l'enfocament va canviar per ser serialitzat i connectat més directament amb la sèrie de Netflix. El rodatge d'una primera temporada de nou capítols es va reprendre el gener de 2024 i es va acabar a l'abril. L'agost es va confirmar una segona temporada.